# Eternal Triangle 86
Eternal Triangle 86 (deutsch: „Ewiges Dreieck 86“) war eine FTX-NATO-Gefechtsübung der 1. Britischen Panzerdivision unter deutscher Beteiligung im Herbst 1986 schwerpunktmäßig im südlichen Niedersachsen, Hessen und Nordrhein-Westfalen.

## Truppengliederung
An Eternal Triangle 86 waren folgende Verbände und Einheiten beteiligt:
- 1. UK Armoured Division, Verden (Aller)
- eine deutsche Panzerbrigade
- ein dänisches Panzerbataillon (Centurion)
- eine niederländische Panzerkompanie

## Umfang
Eternal Triangle 86 fand unter Beteiligung britischer, deutscher, dänischer und niederländischer Streitkräfte vom 20. Oktober bis 7. November 1986 im Raum Braunschweig, Wolfenbüttel, Goslar, Northeim, Hannover, Rinteln, Uslar, Paderborn, Höxter, Einbeck, Göttingen, Hann. Münden, Kassel-Calden, Korbach, Meschede, Arnsberg, Unna und Kamen. An der Übung waren rund 21.000 Soldaten, 3.500 Rad- und 1.600 Kettenfahrzeuge (350 Kampfpanzer und 70 Selbstfahrlafetten), sowie 90 Hubschrauber beteiligt.

## Ablauf
Die Kernübungszeit war in der Zeit vom 20. bis 31. Oktober 1986 und der Rückmarsch fand am 7. November 1986 statt. Die Manöverzentrale von Eternal Triangle 86 befand sich in Willebadessen. Es wurden ein Brückenschlag über die Diemel bei Haueda und eine Luftlandung durchgeführt. Die Anzahl der Kampfpanzer wurde aufgrund der hohen Manöverschäden von Crossed Swords 86, die von belgischen Streitkräften durchgeführt wurde und am 8. September 1986 begann, deutlich reduziert. Neben weiteren Manöverschäden verursachte ein britischer Centurion-Panzer, der auf vier parkende Autos zufuhr, einen Schaden von 30.000 DM.
Das Manövergebiet wurde wie folgt begrenzt:
- Norden: Lüdinghausen, Ascheberg, Ahlen, Beckum, Wiedenbrück, Hövelhof, Paderborn, Bad Meinberg, Stadtoldendorf und Einbeck
- Süden: Friedland, Hann. Münden, Bad Karlshafen, Grebenstein, Kassel-Calden, Korbach, Meschede, Arnsberg, Wickede und Menden
- Westen: Menden, Unna, Kamen, Lünen, Datteln, Olfen und Lüdinghausen
- Osten: Einbeck, Northeim, Göttingen und Friedland

Eternal Triangle 86 fand bei niederschlagreichem Wetter statt, was zu stark verschlammten Wegen führte.

## Eingesetztes Gerät
An militärischem Großgerät wurden unter anderem Chieftain Kampfpanzer, Centurion (DK) Kampfpanzer, M41 leichte Panzer, M113 A1DK Transportpanzer, Ferret Radpanzer, Centurion AVRE (Armoured Vehicle Royal Engineers) Pionierpanzer, Scammell Commander Lastkraftwagen, FV 432 Schützenpanzer, Dodgde WC 567 Militärgeländewagen und A10 Warthog Erdkampfflugzeuge eingesetzt.

## Medien
- Die großen Übungen der Bundeswehr 2. DVD. Breucom-Medien, 2011, ISBN 978-3-940433-33-6.